# False Bay
|  | No s'ha de confondre amb False Bay, Austràlia Meridional. |

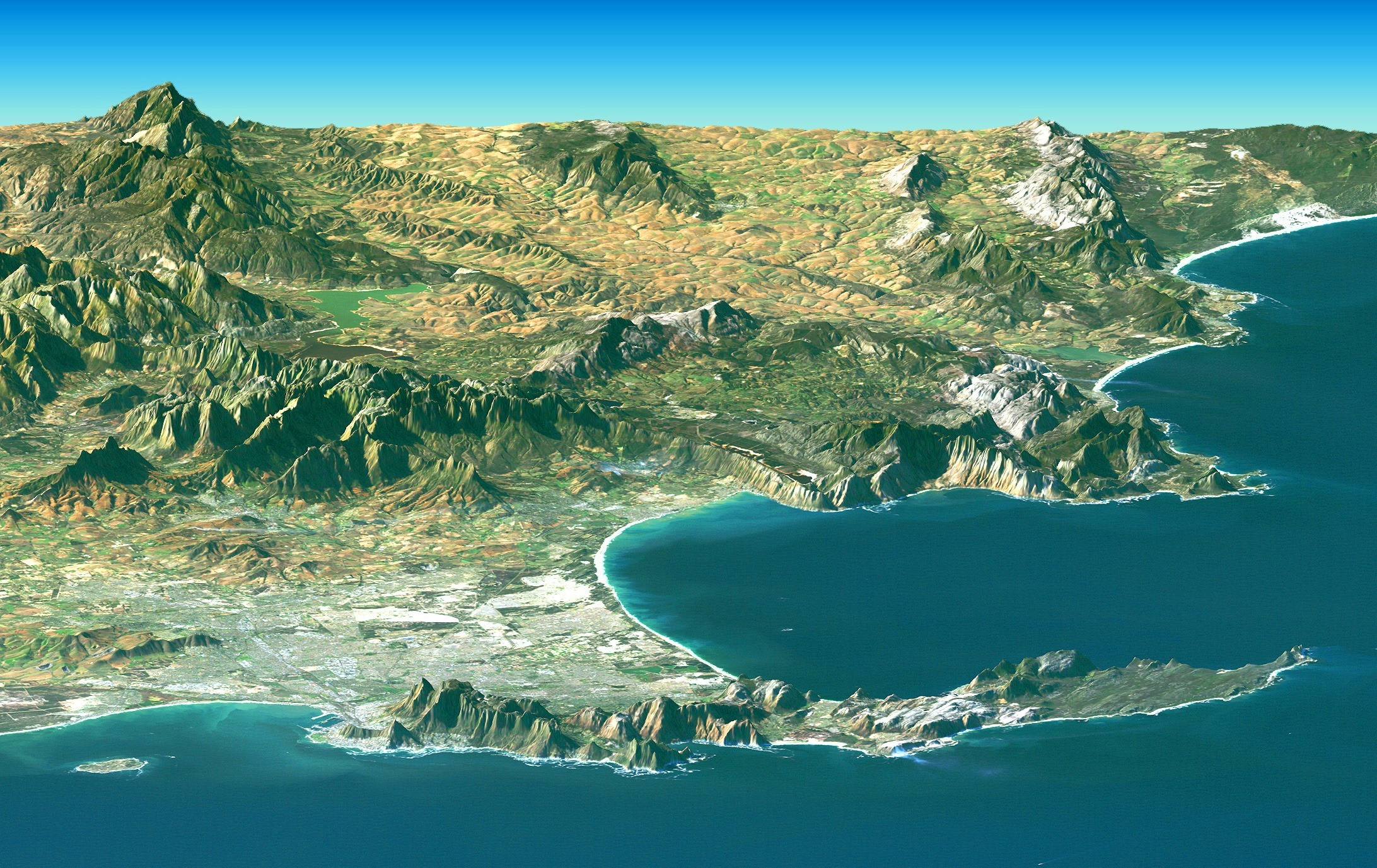
La Península del Cap vista de l'Oest, False Bay (dreta) i la badia de la Taula, juntament amb la Illa Robben (esquerra). Compilació produïda per la NASA de les dades de Landsat i el SRTM.

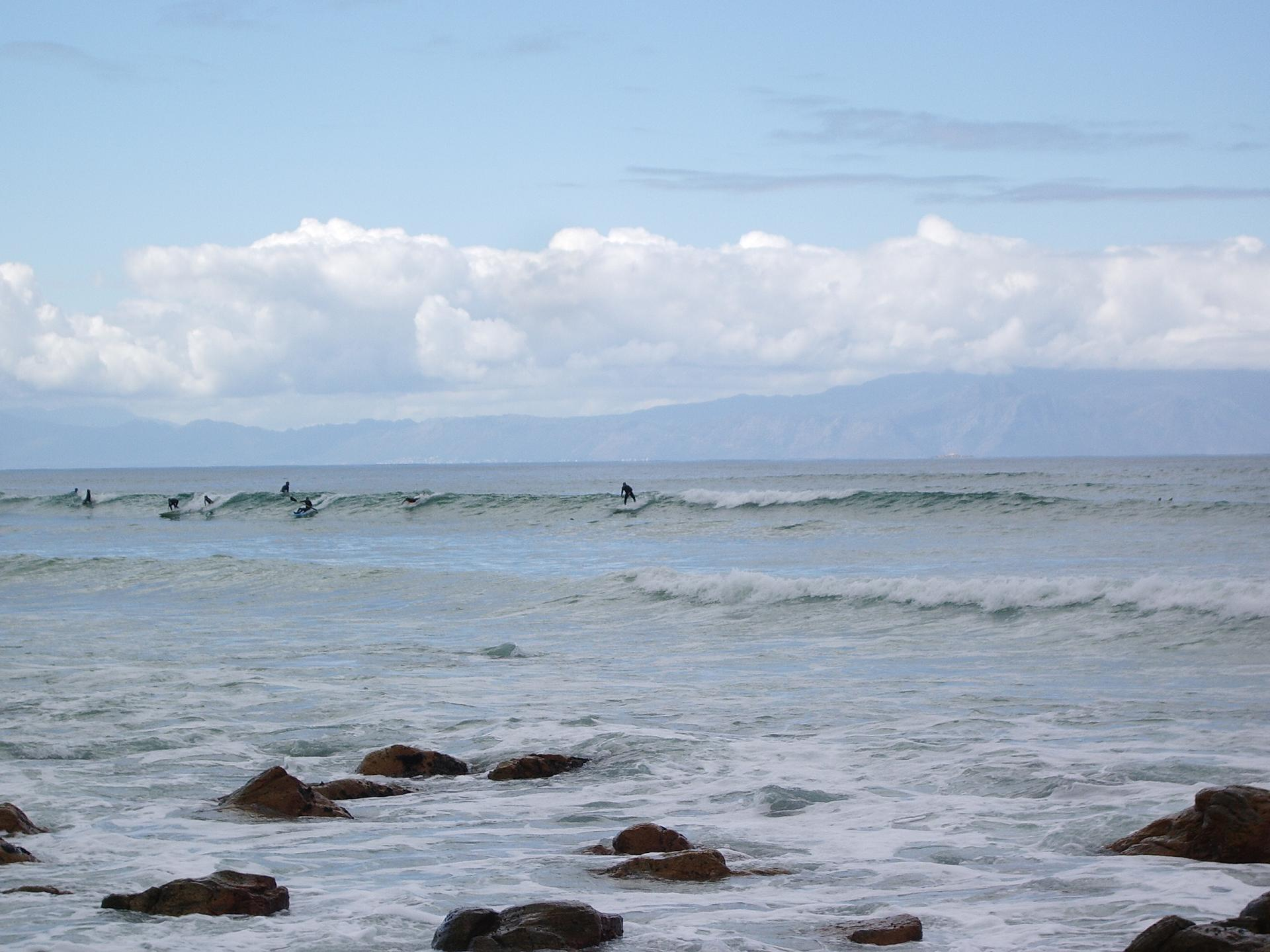
Surfers Corner; zona de surf de Muizenberg a la badia

False Bay (en afrikáans: Valsbaai ) és una cala natural entre els oceans Índic i Atlàntic a Sud-àfrica formada pels Caps Hangklip ("roca penjant" en afrikáans i neerlandès) i la Península del Cap a l'extrem sud-oest de Sud-àfrica.

## Descripció i ubicació
Les costes est i oest de la badia són molt rocoses i fins i tot muntanyenques; a certs llocs grans penya-segats es troba al costat d'aigües profundes. Entre els pics més importants associats amb la badia hi ha el Koeëlberg (1289m), el qual s'eleva des de l'aigua mateixa, igual que el Somerset Sneeukop (1590m) i el Bec Wemmershoek Peak (1788m), els quals són clarament visibles de l'altre costat de la badia. El bec més alt que és visible des d'un extrem de False Bay és el Pic Du Toits, prop de Paarl (1995m). La costa nord, però, està definida per una llarga i corba platja de sorra blanca. Aquest sorrenc perímetre nord de la badia és l'extrem sud de l'àrea coneguda com les Cape Flats ( Planes del Cap). La badia té 30 quilòmetres al punt més ampli.
A uns 20 quilòmetres a l'altra banda de Cape Flats, hi ha una badia més petita amb forma de C — badia de la Taula — tenint Robben Island a la seva entrada. Els districtes centrals de Ciutat del Cap són al voltant d'aquesta badia. Devil's Peak, la Muntanya de la Taula, Lion's Head i Signal Hill formen un amfiteatre al llarg de l'extrem occidental de Cape Flats. Avui dia, els suburbis de l'àrea metropolitana de Ciutat del Cap ara s'estenen cap a la dreta fins a les costes de la False Bay i al sud al llarg del costat oriental de la Península del Cap per molts quilòmetres.

## Història

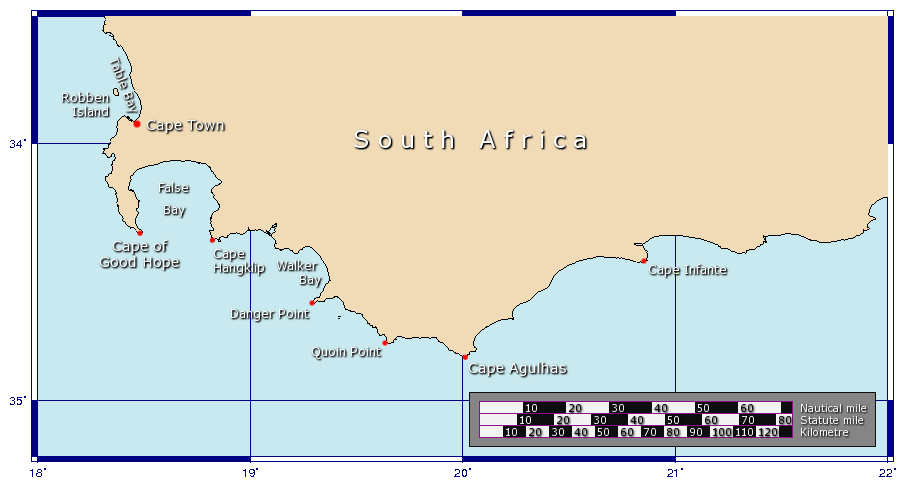
Mapa que mostra les ubicacions de False Bay i la badia de la Taula.

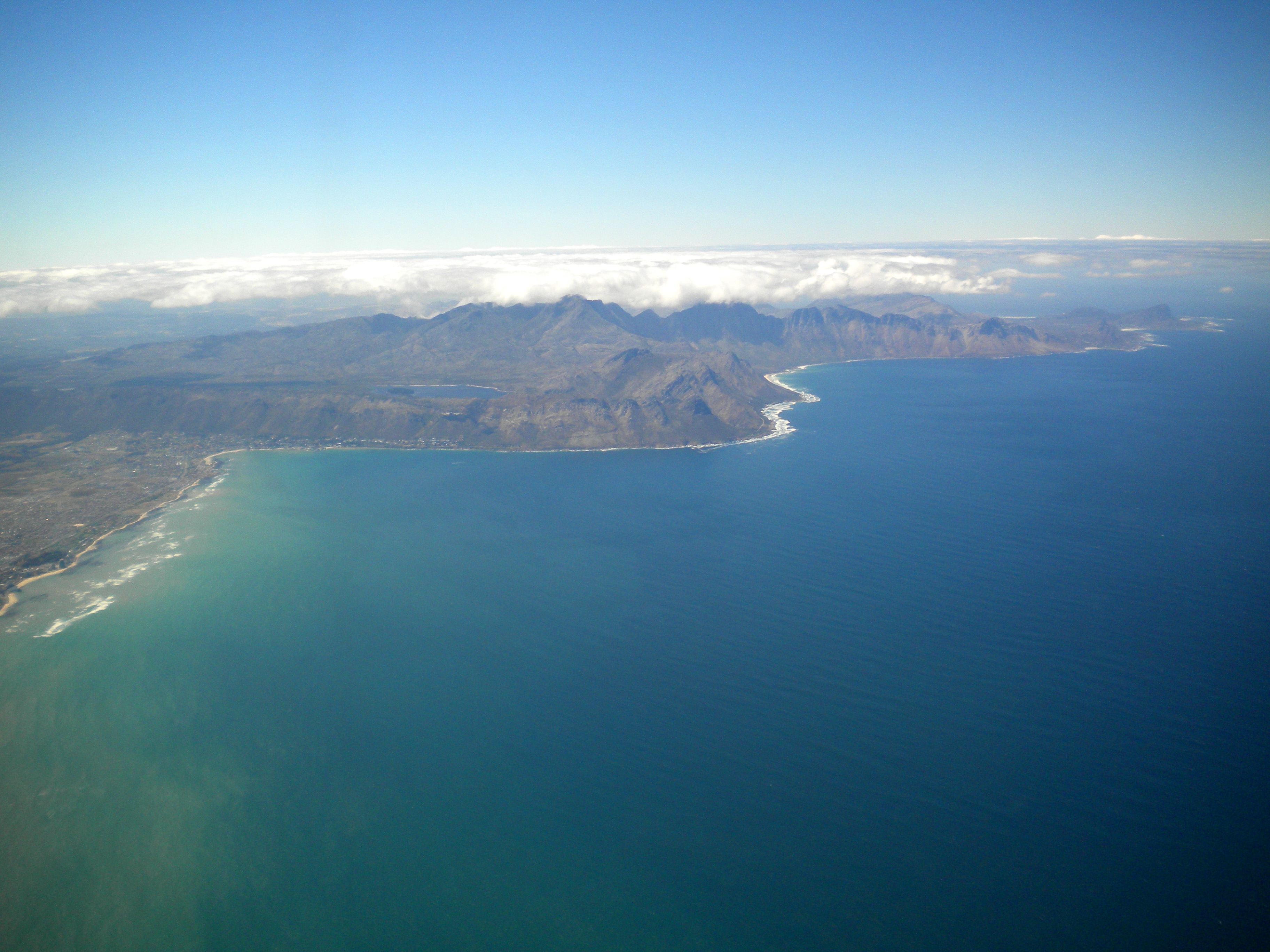
Costa oriental de False Bay: Badia de Gordon (esquerra) a Cap Hangklip (dreta)

En èpoques precolonials, False Bay juntament amb la major part de la costa sud-africana van proporcionar subsistència a la tribu Khoisan o Khoekhoen que va recollir marisc de les costes i va dipositar les petxines als migs de la costa, que indiquen un ús durant uns 10.000 anys.Bartolomeu Dias el 1488 es va referir per primera vegada a la badia com "el golf entre les muntanyes". El nom "False Bay" es va aplicar primerencament. (almenys fa tres-cents anys) per mariners que van confondre la badia amb Badia de la Taula al nord. Segons Schirmer, la confusió va sorgir perquè els mariners que tornaven de l'est (Les Índies Orientals Holandeses) van confondre inicialment Cape Point i Cape Hangklip, que són una mica semblants en la forma. Hangklip era conegut pels primers mariners portuguesos com a Cap Falso, o Fals Cap, i el nom de la badia derivava del cap. La pesca comercial es va iniciar a finals del segle xvii poc després de l'assentament per part de l'holandès. L'any 1672, el vaixell de guerra holandès Goudvinck va ser estacionat al Cap i va rebre instruccions per inspeccionar False Bay, però no se sap quant es va fer abans que fossin retirats. Simon van der Stel, nomenat comandant de l'estació el 1679, va navegar per False Bay el novembre de 1687 amb el vaixell De Noord, va fer els primers sondejos registrats i va descriure les illes, els esculls i la costa de la badia. . A finals del segle xvii es coneixia la batimetria general. L'escull de Whittle Rock rep el nom d'un tinent Whittle de la Royal Navy, que va estudiar parts de False Bay després que l'HMS Indent fos danyat a Miller's Point poc després de la primera ocupació britànica del Cap el 1795

## Clima
El clima a la badia és mediterrani, amb estius càlids i secs, i hiverns humits i freds. A l'hivern tempestes i forts vendavals provinents del nord-oest són comuns i pot ser perilloses. La False Bay està exposada als vents que viatgen cap al sud-est a l'estiu i les seves aigües són aproximadament. °C més calents que les de la Baía da Mesa (Badia de la Taula), a causa de la influència del càlid corrent d'Agulhas.

## Vida marina i entreteniment
False Bay és un bon lloc per a la pesca, i de vegades es poden trobar grans bancs de snoek, un peix que és molt popular a la regió. La pesca amb canya des de les rocoses costes a banda i banda de la badia és molt popular, però perillós. La forma de la badia crea patrons d'interferència a les onades que arriben de l'Oceà Antàrtic i aquests patrons de vegades es combinen per formar "ones on són assassines" que s'aixequen sense advertiment i arrasen amb les sortints de gres molt per sobre de les marques de marea alta. Molts pescadors han estat arrossegats per aquestes onades al llarg dels anys, però no sembla que hagi tingut cap efecte negatiu en l'entusiasme per aquest esport.
La navegació a vela també és una activitat recreacional popular a False Bay. Les "ones assassines" esmentades anteriorment poden destruir pots que estiguin amarrats, especialment si els amarratges són de cadenes metàl·liques i estan al sotavent quan els vents des de sud-est arriben a la badia. Els clubs de vela a False Bay inclouen el False Bay Yacht Club a Simon's Town, Fish Hoek Beach Sailing Club a la platja principal a Fish Hoek, Gordon's Bay Yacht Club al port de Gordon's Bay i el Hottentots Holland Beach Sailing Club a Strand.

## Base Naval de Simon's Town

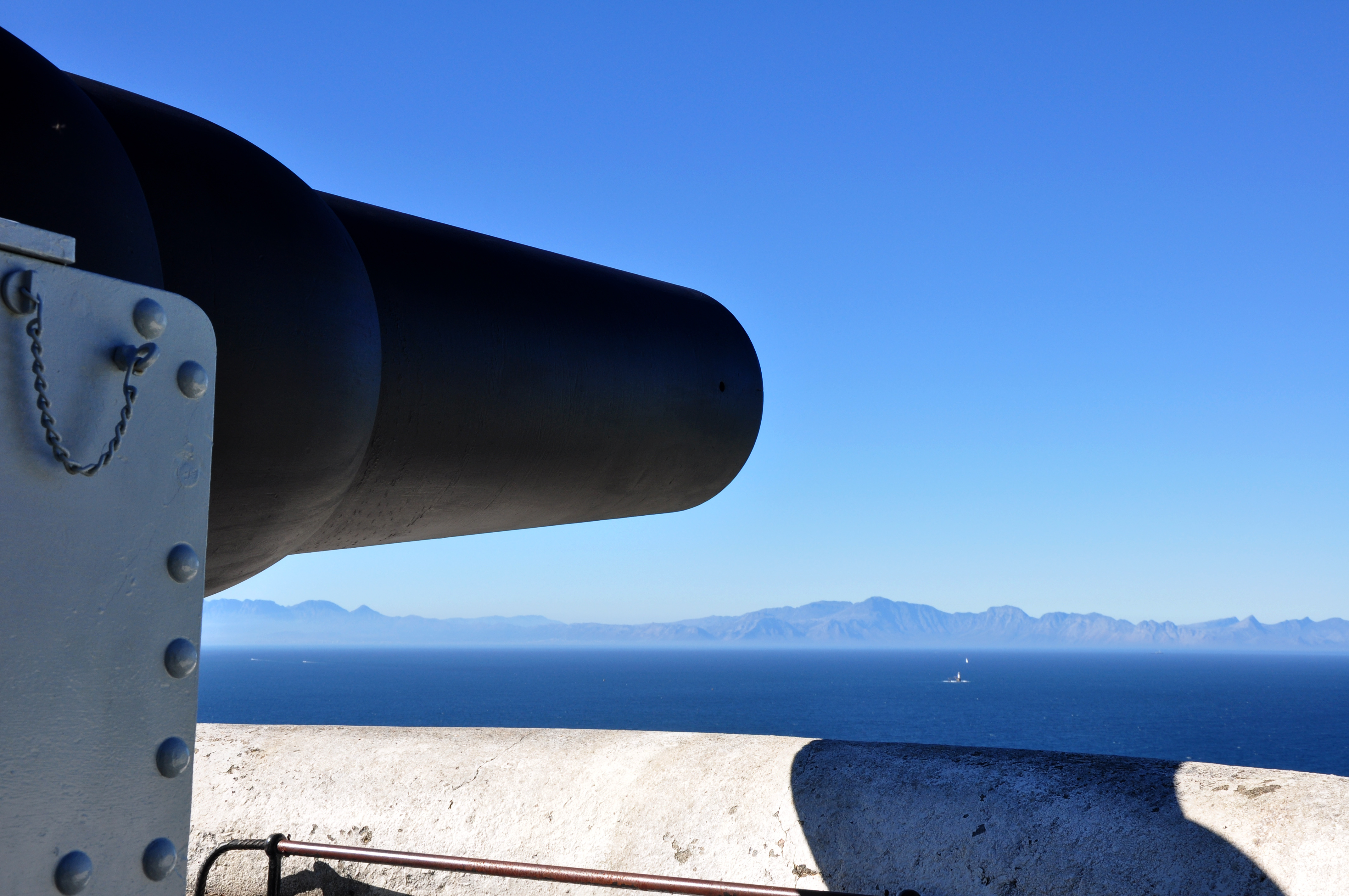
Un canó d'avancarga de 9 polzades sobre la False Bay instal·lat a Simon's Town als anys 1800 pels britànics per defensar la badia.

La famosa base naval de Simon's Town es troba a la badia, a la meitat de la Península del Cap. Durant la Segona Guerra Mundial molts canons pesats van ser instal·lats en búnquers de concret en diversos punts de les muntanyoses costes de False Bay per prevenir atacs contra Simon's Town. La capacitat destructiva i la situació defensiva d'aquestes armes eren formidables i finalment mai no hi va haver un atac sobre la base naval. Encara que alguns dels canons van ser trets en les dècades següents, molts canons de grans dimensions encara es troben instal·lats als turons prop del camí Redhill.

## Desenvolupament urbà i impacte ambiental
Tot i que el desenvolupament urbà a la costa és intens en alguns llocs de la False Bay, gran part de la costa es manté salvatge i verge. Gran part de les construccions són residencials; hi ha molt poques indústries pesants. Tot i això, hi ha unes quantes excepcions: una de les fàbriques de dinamita més grans del món solia estar ubicada prop de la platja prop de l'extrem oriental salvatge i deshabitat de la badia. La planta de nitroglicerina en aquesta fàbrica va explotar en dues ocasions a la segona meitat del segle XX i va enviar massives ones de xoc al llarg de la badia, trencant finestres i sacsejant parets al llarg de la costa. La False Bay té molt pobres ports naturals. Gairebé tota la protecció per als vaixells mercants i iots ha estat creada de manera artificial (per exemple, Kalkbaai, Simon's Town i Gordon's Bay).